# Clima d'Aragó

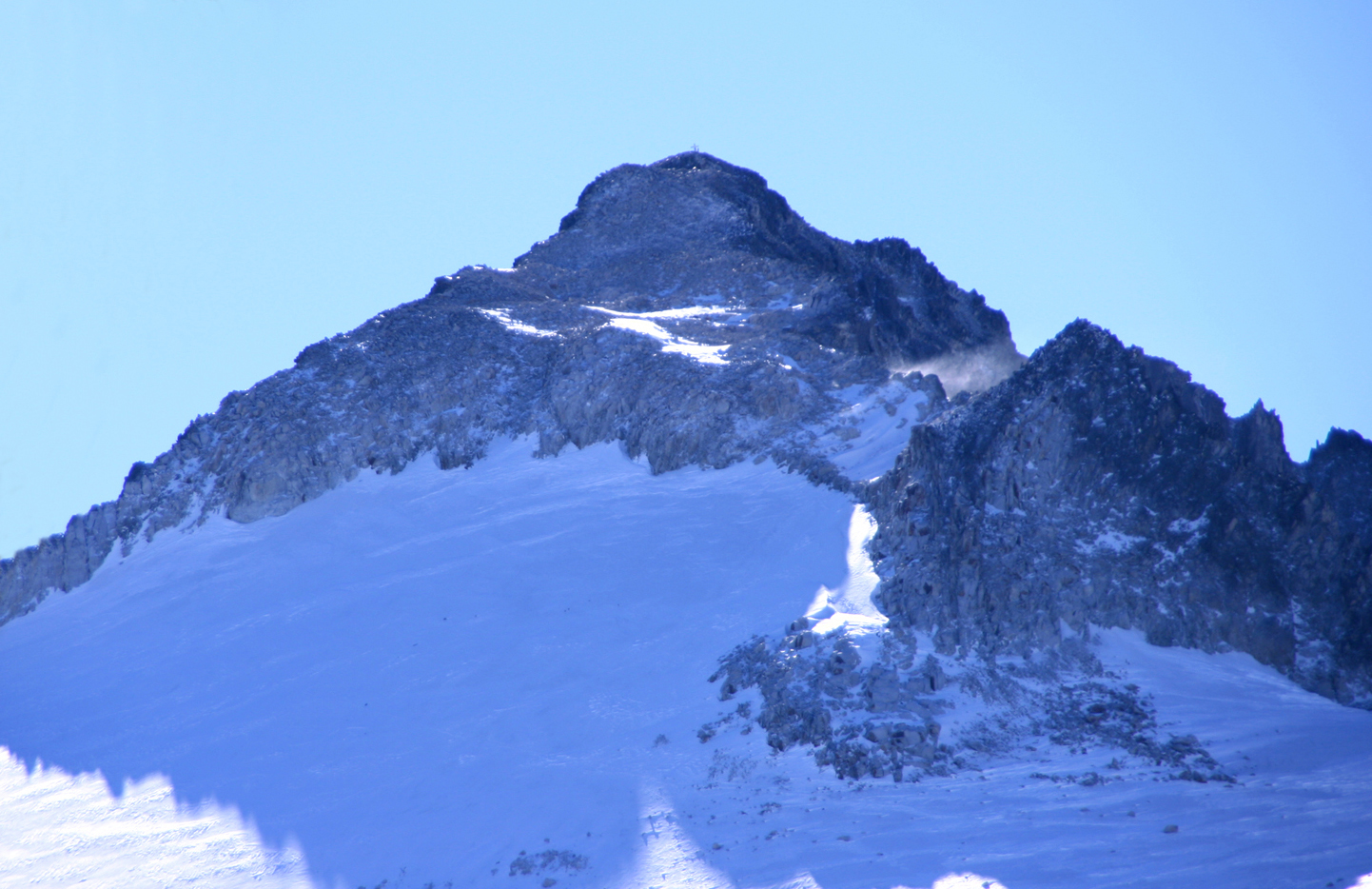
L'Aneto, pic més alt del Pirineus, al nord de la província d'Osca.

El clima d'Aragó és en termes generals mediterrani continental amb hiverns freds i estius calorosos i secs.
Aragó geogràficament es troba encaixonat pels Pirineus pel nord, el Sistema Ibèric per l'oest i sud, i les serres costaneres catalanes per l'est; aquestes cadenes de muntanyes actuen com a barreres i frenen la influència suavitzadora dels mars i, alhora, l'arribada dels vents humits, produint una gran amplitud tèrmica i poques precipitacions.
Hi ha una gran varietat de paisatges a causa dels diferents microclimes que s'originen per l'orografia: Aragó té des de zones estepàries com els Monegros fins a glaceres i neus perpètues al Pirineu central.
Les temperatures mitjanes anuals a l'Aragó són relativament altes a causa de la protecció que rep el territori pels sistemes muntanyencs que el voregen. La temperatura mitjana anual a la vall de l'Ebre és del voltant de 15 °C, mentre que a les zones més altes tan sols arriba als 7 °C. L'amplitud tèrmica és molt notable en gairebé tot el territori, sobretot a la zona de Terol on a l'hivern se sol baixar dels -10 °C, mentre que a l'estiu es ronden els 35 °C. La resta del territori ronda entre els 10 °C i els 14 °C de temperatura mitjana anual.

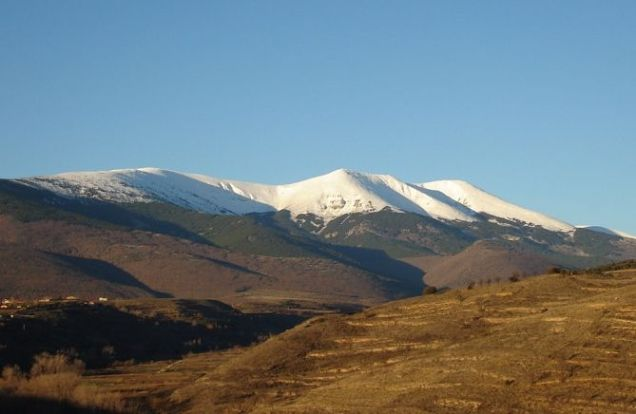
El Moncayo, el pic més alt del Sistema Ibèric, a l'oest de la província de Saragossa

Les precipitacions són escasses i irregulars a moltes zones del territori, a causa de l'orografia, com ja s'ha dit; al Pirineu es produeix l'efecte Föhn que provoca un gran contrast entre les zones més altes, que poden rebre més de 2000 mm anuals entre pluja i neu i les zones més baixes, que no arriben a 350 mm a l'any. Les precipitacions en la resta del territori ronden entre els 300 mm i els 800 mm anuals.
En gairebé tot el territori sempre hi ha sequera estival, els mesos d'estiu són molt secs i solament són pal·liats per les tempestes estivals. Les estacions més plujoses són la primavera i la tardor.
El vent dominant és el cerç, que discorre per tota la vall de l'Ebre de direcció nord-oest; s'origina quan hi ha un anticicló en el golf de Biscaia i una borrasca en el Mediterrani occidental que canalitza el vent per tota la vall, provocant una sensació de fred a l'hivern i fresca a l'estiu; a més de ser molt sec, el cerç pot aconseguir velocitats de 100 km/h. Aquest vent encara que d'una banda sigui sec i provoqui un efecte negatiu en la vegetació, d'altra banda s'utilitza per a la producció d'energia eòlica mitjançant aerogeneradors, sobretot en La Muela, a més serveix per lliurar de la contaminació atmosfèrica les grans ciutats com Zaragoza; quan hi ha molts dies d'estabilitat atmosfèrica les partícules contaminants s'acumulen en l'aire, la qual cosa provoca boirum.
L'altre vent important és el botorn, vent de direcció sud-oest, temperat i humit a la primavera i hivern, però molt sec a l'estiu, la qual cosa provoca una baixada brusca i ràpida de la humitat relativa en l'ambient.

## Tipus climàtics d'Aragó

### Clima mediterrani continental semidesèrtic

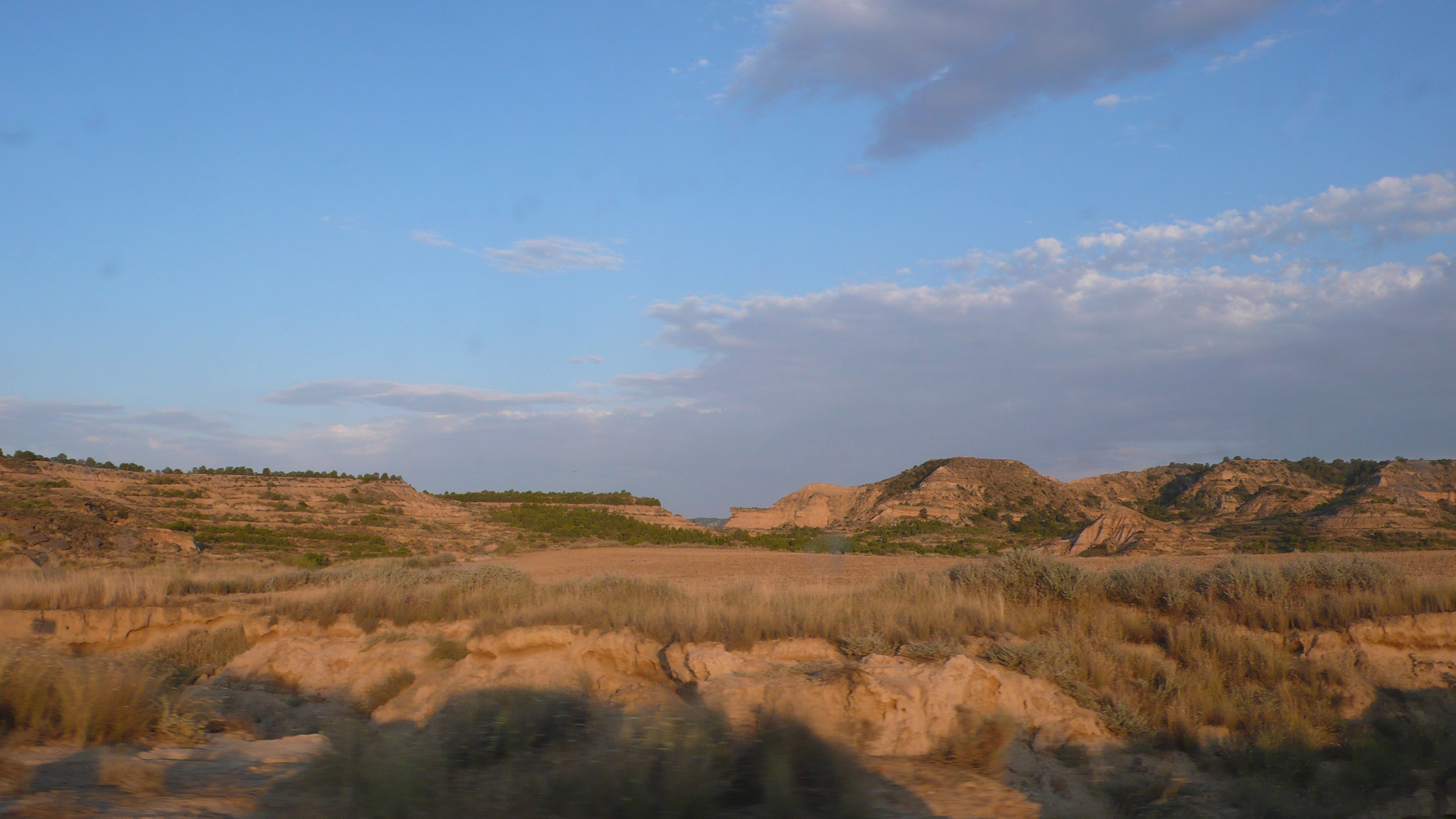
Paratge dels Monegros.

Es dona en tota la zona de la vall de l'Ebre, la província de Saragossa, sud de la província d'Osca i nord-oest de la província de Terol. Es pot considerar BSk, o semiàrid fred en la classificació climàtica de Köppen.
Aquest microclima és igual al mediterrani continental amb la diferència de les temperatures més altes i menor quantitat de precipitacions. Com en tota la vall, aquest clima s'origina per la baixa altitud i l'encaixament entre els Pirineus i el Sistema Ibèric. Les temperatures mitjanes anuals ronden entre els 14,5 °C i els 15 °C i els hiverns són relativament freds; per exemple a Saragossa la mitjana de les temperatures mínimes diàries al mes de gener és de 2,4 °C i la mitjana de les temperatures màximes diàries al juliol és de 24,5 °C; és un exemple del gran contrast entre hivern i estiu. Les precipitacions ronden en tota la vall entre 300 mm i 450 mm; es concentren a la tardor i primavera, i a l'hivern les nevades són molt ocasionals. Un altre fenomen atmosfèric és la boira que es forma de tardor a primavera, reduint la visibilitat a menys d'un quilòmetre i provoca que les temperatures siguin més baixes a la vall que en els pics més alts, si aquesta persisteix. El cerç és el vent dominant i marca la vegetació de la zona.

### Clima mediterrani continental
Es dona a la semi-plana prepirinenca aragonesa situada a la part central de la província d'Osca, com la comarca del Somontano i també en algunes zones de la província de Terol i, en general, en les parts no gaire altes més allunyades del centre de la depressió de l'Ebre, com si fos un transició entre el clima de muntanya i el semidesèrtic.
Les temperatures ronden entre els 9 °C i els 14 °C. Els hiverns són freds i els estius càlids, l'amplitud tèrmica és molt semblant a la de la vall de l'Ebre. Les precipitacions solen estar entre els 400 mm i els 1000 mm, i es concentren a primavera i tardor; a l'hivern hi ha més probabilitat que hi hagi nevades. També es produeixen bancs de boira als fondals de les grans muntanyes, i a l'estiu es produeixen tempestes estivals. El cerç també l'afecta, encara que en menor mesura que a la vall de l'Ebre.
Les temperatures i les precipitacions varien molt en aquest entorn, ja que depenen de l'altitud i de factors microclimàtics.

### Clima continental moderat de muntanya
Es dona en la depressió situada al llarg de la franja que va de Calataiud a Terol. L'encaixonament entre muntanyes a est i oest fa que no hi arribin ni els vents humits atlàntics ni els mediterranis. L'altitud ronda entre els 600 m i els 950 m. Aquest clima és un dels més durs d'Europa, ja que compta amb brusques variacions de fins a 20 °C en un mateix dia en les estacions equinoccials. A més en aquesta zona es registren les temperatures mínimes més fredes de la península Ibèrica, malgrat no ser una zona especialment elevada; Calamocha va registrar una mínima de -30° C al desembre de 1963. L'amplitud tèrmica és també bastant elevada.
Les precipitacions són escasses, els nivells més alts arriben als 500 mm. Les nevades són habituals a l'hivern per les baixes temperatures però no per l'abundància de precipitació. Les tempestes també són freqüents a l'estiu.

### Clima de muntanya

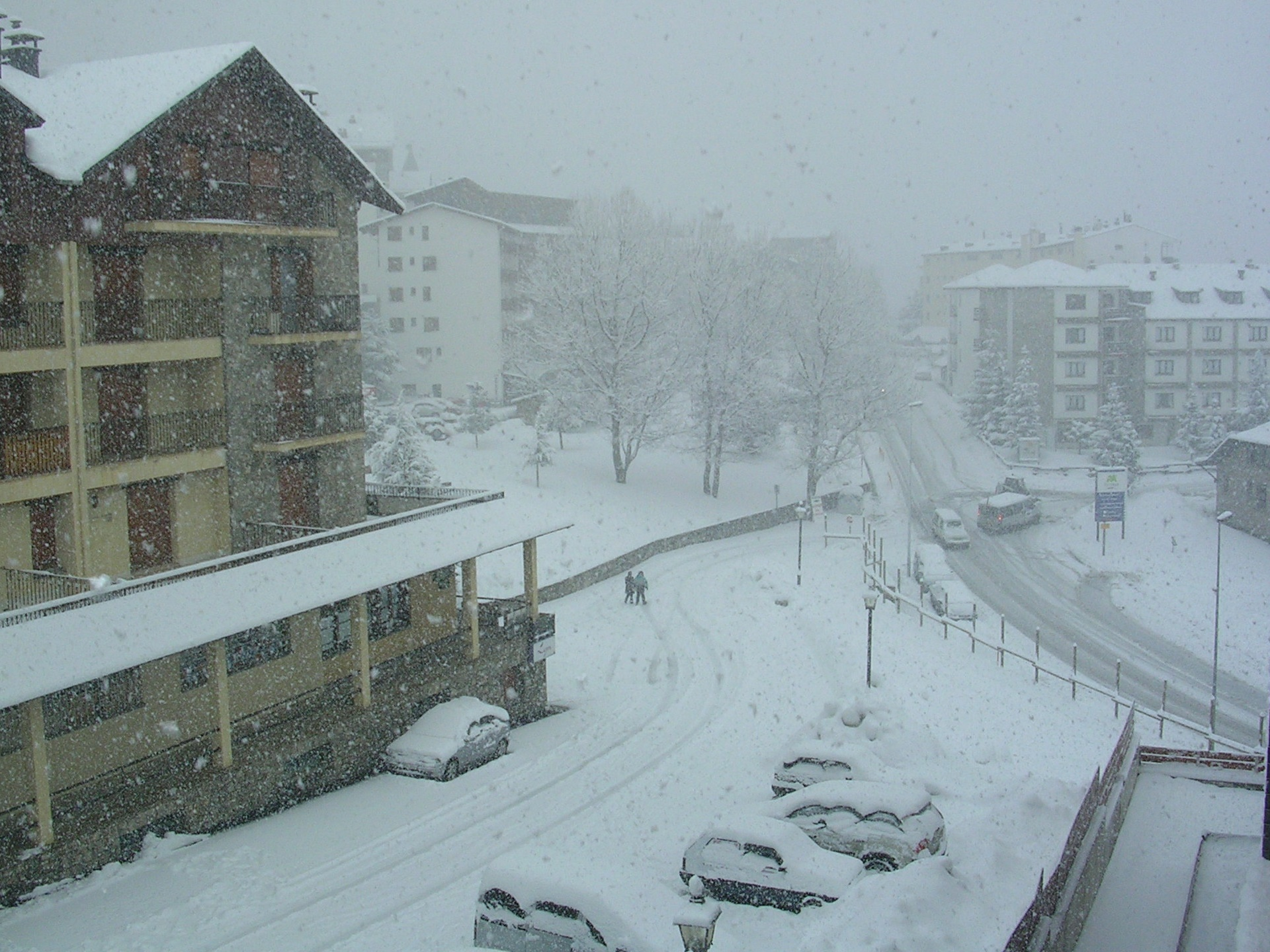
Nevada en Formigal (Osca).

Es dona al Pirineu oscense i en les parts més altes del Sistema Ibèric.
El clima és més extrem al Pirineu donada la seva major altitud i la seva localització, més al nord. Al Pirineu les temperatures mitjanes anuals solen ser de 7 °C, amb nevades importants durant l'hivern. Els estius són curts i lleugerament calorosos i els hiverns són freds i llargs. En algunes localitats pot haver-hi riscos de gelades durant vuit mesos a l'any. Les precipitacions ronden entre els 1400 mm i els 2000 mm als cims, sense arribar a haver-hi sequera estival malgrat la marcada disminució de precipitacions. Des de finals d'octubre fins a mitjans d'abril hi ha risc de nevades, tot i que depèn de la comarca.
Al sistema Ibèric el clima és una mica menys fred i bastant menys plujós, degut la seva posició geogràfica. Les temperatures mitjanes anuals solen rondar els 8 °C i les precipitacions entre els 700 mm i els 900 mm, en els cims.

## Rècords a les capitals de província
- Temperatura màxima absoluta: 43.1 °C (22 de juliol de 2009) a Saragossa.
- Temperatura mínima absoluta: -19.0 °C (26 de desembre de 2001) a Terol.
- Ratxa màx. vent:136 km/h (23 d'agost de 1982 16:21) a Osca.
- Precipitació mensual més alta: 236.4 l/m2 (març de 1974) a Osca.
- Precipitació màxima en un dia: 110.8 l/m2 (24 de setembre de 1959) a Osca.
- Màxim nombre de dies de tempesta al mes: 13 (setembre de 1986) a Terol.
- Màxim nombre de dies de neu al mes: 8 (gener de 1945) a Osca.
- Màxim nombre de dies de pluja al mes: 24 (maig de 2008) a Osca.[5]